# Поштовий вісник
«Поштовий вісник» (далі «ПВ») — корпоративне видання ПАТ «Укрпошта» загальнодержавної сфери розповсюдження, орієнтоване на персонал (B2P). Виходить раз на тиждень. Це повноцінне, самоокупне періодичне друковане видання. Розповсюджується тільки за передплатою. Передплатний індекс 22220.
Газета виходить на 8 кольорових шпальтах у форматі А3. Нині передплатний наклад становить: 67 129 примірників — тижневий, 268 516 — місячний (станом на листопад 2015 р.). За результатами дослідження, проведеного архівом періодичних видань Національної бібліотеки України ім. В. І. Вернадського, є одним з найбільш тиражних вітчизняних корпоративних B2P-видань.

## Історія та досягнення
Видається з 1999 р. На той час на підприємстві працювало більш як 102 тис. осіб, які обслуговували мешканців усіх населених пунктів України у 17 тис. поштових відділень. Адміністрація мала на меті поліпшення внутрішніх комунікацій на підприємстві, виховання у працівників регіональних філіалів відчуття приналежності до одного великого колективу, що виконує важливу суспільну місію — забезпечення населення України доступними та надійними послугами поштового зв'язку. Для цього й було створено корпоративне видання, яке здійснює такі функції:
- формування корпоративних цінностей і культури;
- формування іміджу підприємства в очах його працівників, партнерів і клієнтів;
- інформування персоналу та партнерів про стан справ на підприємстві, дії та плани керівництва, ситуацію на вітчизняному й міжнародному ринках поштових послуг;
- інформування про нові послуги та випуски поштової продукції підприємства, сприяння співпраці Укрпошти та партнерів;
- підвищення рівня професійних знань працівників;
- створення атмосфери єдності в колективі та заохочення найкращих працівників шляхом публікації статей про них тощо.Краще корпоративне медіа України у 2014 році за версією Асоціації корпоративних медіа України

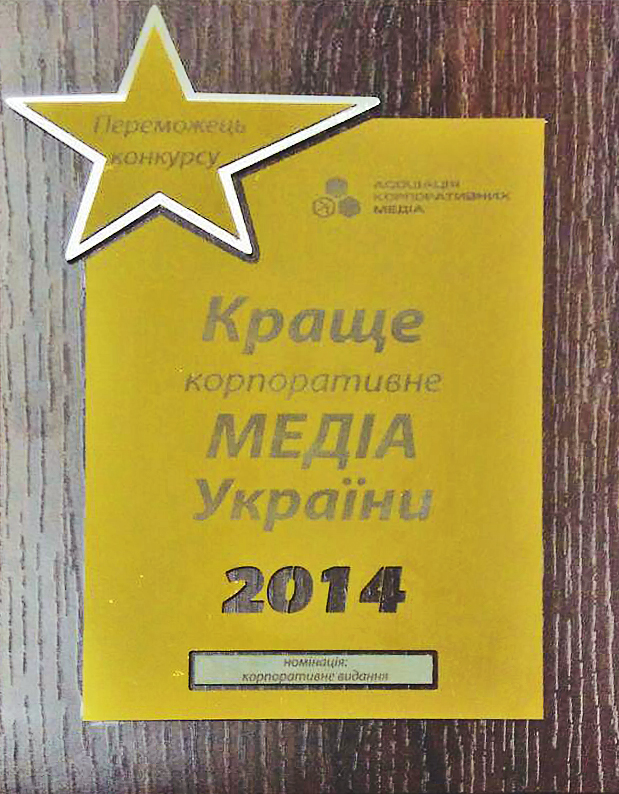
Краще корпоративне медіа України у 2014 році за версією Асоціації корпоративних медіа України

Починаючи з 2012 р., «ПВ» представляє Укрпошту в Асоціації корпоративних медіа України, а також бере участь у щорічному конкурсі «Краще корпоративне медіа України», який проводить Асоціація:
| Рік  | Призове місце  |
| ---- | -------------- |
| 2015 | 3-є            |
| 2014 | Гран-прі (1-е) |
| 2013 | 2-е            |
| 2012 | 3-є            |

## Засновники, редколегія
Засновником «ПВ» є УДППЗ «Укрпошта». До Редакційної ради видання входять представники адміністрації, а також провідні фахівці з різних напрямів діяльності підприємства.

## Штат редакції та автори публікацій
У штаті редакції (відділу генеральної дирекції УДППЗ «Укрпошта») — головний редактор, заступник головного редактора, відповідальний секретар, літературний редактор, завідувач відділу листів, два кореспонденти й майстер-верстальник. Авторами публікацій у газеті є співробітники редакції, працівники регіональних філіалів ПАТ«Укрпошта», провідні фахівці та керівники підприємства, залучені експерти, представники організацій — соціальних і бізнес-партнерів, ентузіасти-філателісти, а також небайдужі клієнти і читачі.

## Цільова аудиторія
Працівники всіх структурних підрозділів ПАТ «Укрпошта». Більшість — жінки 30 — 50 років, які мають родини і дітей. Домінуючі професії і посади (у порядку зменшення кількості): Листоноша, оператор поштового відділення, начальник ВПЗ. Разом з тим Газета розповсюджується серед керівників усіх рівнів, а також партнерів Укрпошти — бізнес-структур, підприємців, органів центральної та місцевої влади. Крім того, газету передплачують колекціонери-філателісти та філателістичні гуртки й товариства.

## Тематика публікацій
Більш як 40 % публікацій спрямовані на інформування читачів про події в компанії та на ринку поштових послуг. Ще 20 % — освітньо-виховного (навчально-роз'яснювального) характеру, що стимулюють працівників підвищувати свій професійний рівень, якість роботи і культуру обслуговування клієнтів. Щонайменше одна шпальта в кожному номері газети обов'язково присвячена розповідям про найкращих працівників підприємства; вміщує подяки від клієнтів і бізнес-партнерів, вітання працівників, у тому числі листонош й операторів поштового зв'язку, з визначними датами й подіями в їхньому житті тощо. Інші матеріали висвітлюють цікаві для цільової аудиторії теми: поради та консультації соціально-побутового характеру, гумор, творчість колег тощо.

## Електронна версія
Після виходу у світ чергового номера «ПВ» його електронну версію викладають на офіційному корпоративному сайті ПАТ «Укрпошта», де її можна читати онлайн.